# The Early Days
The Early Days è un DVD realizzato dagli Iron Maiden nel quale viene raccontata la storia della band durante i primi anni della carriera, da quando cinque ragazzini si unirono per suonare nei pub alla consacrazione mondiale dell'album Piece of Mind.
All'interno della confezione sono presenti due DVD: nel primo si trovano le registrazioni di tre concerti, dal 1980 al 1983; nel secondo si trovano, oltre a un documentario sulla storia della band, un altro concerto, alcune apparizioni televisive, i video di alcune canzoni ed altre varie cose.
Questo è il primo di una serie di DVD, intitolati "The History of Iron Maiden", attraverso cui la band intende raccontare la propria storia tramite documentari; testimonianze live; filmati, fotografie e videoclip dell'epoca.
Il secondo di questa serie è stato incluso nel doppio DVD di Live After Death pubblicato nel 2008. Così come, il terzo nella ristampa del live Maiden England pubblicato nel 2013.

## DVD 1

### Live at the Rainbow
Il Live at the Rainbow, già uscito in VHS nel 1981, fu uno dei primi concerti completi filmati dalla EMI. Fu filmato al Rainbow Theatre di Londra, il 21 dicembre 1980, piazzandosi cronologicamente fra l'uscita dei primi due album Iron Maiden e Killers. Il video è prodotto da Doug Hall.
1. The Ides of March
2. Wrathchild
3. Killers
4. Remember Tomorrow
5. Transylvania
6. Phantom of the Opera
7. Iron Maiden

- Paul Di'Anno - Voce
- Dave Murray - Chitarra
- Adrian Smith - Chitarra
- Steve Harris - Basso
- Clive Burr - Batteria

### Beast over Hammersmith
Beast over Hamersmith fu filmato all'Hammersmith Odeon di Londra il 20 marzo 1982, poco tempo dopo l'uscita del terzo album, The Number of the Beast. Inizialmente la band aveva intenzione di far uscire Beast over Hammersmith come primo live già nel 1982, ma a causa di un problema tecnico le registrazioni erano rovinate da un'illuminazione sbagliata e un audio non proprio perfetto. Grazie alle tecnologie moderne, è stato possibile restaurare le registrazioni originali e rendere questo concerto un buon documento storico che, nonostante continui ad avere un colore non perfetto, rende bene l'idea della potenza di un concerto dei Maiden in quel periodo.
Il concerto non è completo: la versione integrale è disponibile in versione audio nel cofanetto Eddie's Archive.
1. Murders in the Rue Morgue
2. Run to the Hills
3. Children of the Damned
4. The Number of the Beast
5. 22 Acacia Avenue
6. Total Eclipse
7. The Prisoner
8. Hallowed be thy Name
9. Iron Maiden

- Bruce Dickinson - Voce
- Dave Murray - Chitarra
- Adrian Smith - Chitarra
- Steve Harris - Basso
- Clive Burr - Batteria

### Live in Dortmund
Live in Dortmund fu filmato nell'ultima data del World Piece Tour, al Dortmund Festival il 18 dicembre 1983. Il festival, registrato alla Westfallenhalle di Dortmund, vedeva i Maiden suonare come headliner dopo mostri sacri dell'hard rock e dell'heavy metal come Judas Priest, Scorpions e Ozzy Osbourne.
Anche in questo caso, il concerto non è completo: lo show fu originariamente filmato dalla rete televisiva tedesca ZDF, che tagliò la canzone Iron Maiden, in quanto ritenuta troppo violenta: un pupazzone di Eddie veniva infatti lobotomizzato ed ucciso dai membri della band.
1. Sanctuary
2. The Trooper
3. Revelations
4. Flight of Icarus
5. 22 Acacia Avenue
6. The Number of the Beast
7. Run to the Hills

- Bruce Dickinson - Voce
- Dave Murray - Chitarra
- Adrian Smith - Chitarra
- Steve Harris - Basso
- Nicko McBrain - Batteria

## DVD 2

### Iron Maiden: The Early Days Documentary
Il documentario "The Early Days" ripercorre la storia della band a partire dalle prime esperienze musicali di Steve Harris, il fondatore della band, alla consacrazione mondiale del tour del 1983, successivo al quarto album Piece of Mind. La storia viene raccontata dagli stessi membri ed ex-membri della band, nonché da varie persone che in qualche maniera ne hanno contribuito alla storia. Non mancano alcuni divertenti aneddoti sulla vita in tour e in generale sulla vita dei musicisti.

### Live at the Ruskin
Questa registrazione è un vero gioiello per i collezionisti. Si tratta di un concerto filmato il 14 aprile 1980, giorno dell'uscita del primo album: il concerto fu un ringraziamento ai frequentatori del locale, nel quale i Maiden avevano suonato numerosissime volte negli anni precedenti. I proventi dello show furono donati in beneficenza all'orfanotrofio di Dr Barnado. La videocassetta è stata trovata da Steve Harris in fondo ad un baule mentre cercava materiale per il DVD: pare sia stata filmata da Vic Vella, storico autista ed amico di Harris.
1. Sanctuary
2. Wrathchild
3. Prowler
4. Remember Tomorrow
5. Running Free
6. Transylvania
7. Another Life
8. Phantom of the Opera
9. Charlotte the Harlot

- Paul Di'Anno - Voce
- Dave Murray - Chitarra
- Dennis Stratton - Chitarra
- Steve Harris - Basso
- Clive Burr - Batteria

### Extra
- 20th Century Box: Granada TV, un documentario sulla band
- Apparizioni TV:
  - Running Free suonata al Top of the Pops
  - Women in Uniform suonata al Top of the Pops
  - Running Free suonata al Rock & Pop Tv Show
- Video promozionali
  - Women in Uniform
  - Run to the Hills
  - The Number of the Beast
  - Flight of Icarus
  - The Trooper
- Disegni
- Programmi dei tour
- Galleria fotografica

## Il "The Early Days" tour
A seguito dell'uscita del DVD i Maiden suonarono, in un breve tour estivo, solamente canzoni dei primi 4 album. Il tour ha toccato l'Italia l'11 giugno 2005, per il Gods of Metal.
La scaletta tipo era:
1. The Ides of March (intro)
2. Murders in the Rue Morgue
3. Another Life
4. Prowler
5. The Trooper
6. Remember Tomorrow
7. Where Eagles Dare
8. Run to the Hills
9. Revelations
10. Wrathchild
11. Die With Your Boots On
12. Phantom of the Opera
13. The Number of the Beast
14. Hallowed Be Thy Name
15. Iron Maiden
16. Running Free
17. Drifter
18. Sanctuary

Eventuali variazioni hanno riguardato principalmente l'ordine delle canzoni. Charlotte the Harlot, suonata al posto di Wrathchild solo per le prime due date del tour, è stata poi sostituita.